# Ipomoea elongata
Ipomoea elongata là một loài thực vật có hoa trong họ Bìm bìm. Loài này được Choisy mô tả khoa học đầu tiên năm 1845.